# Cérebro numa cuba

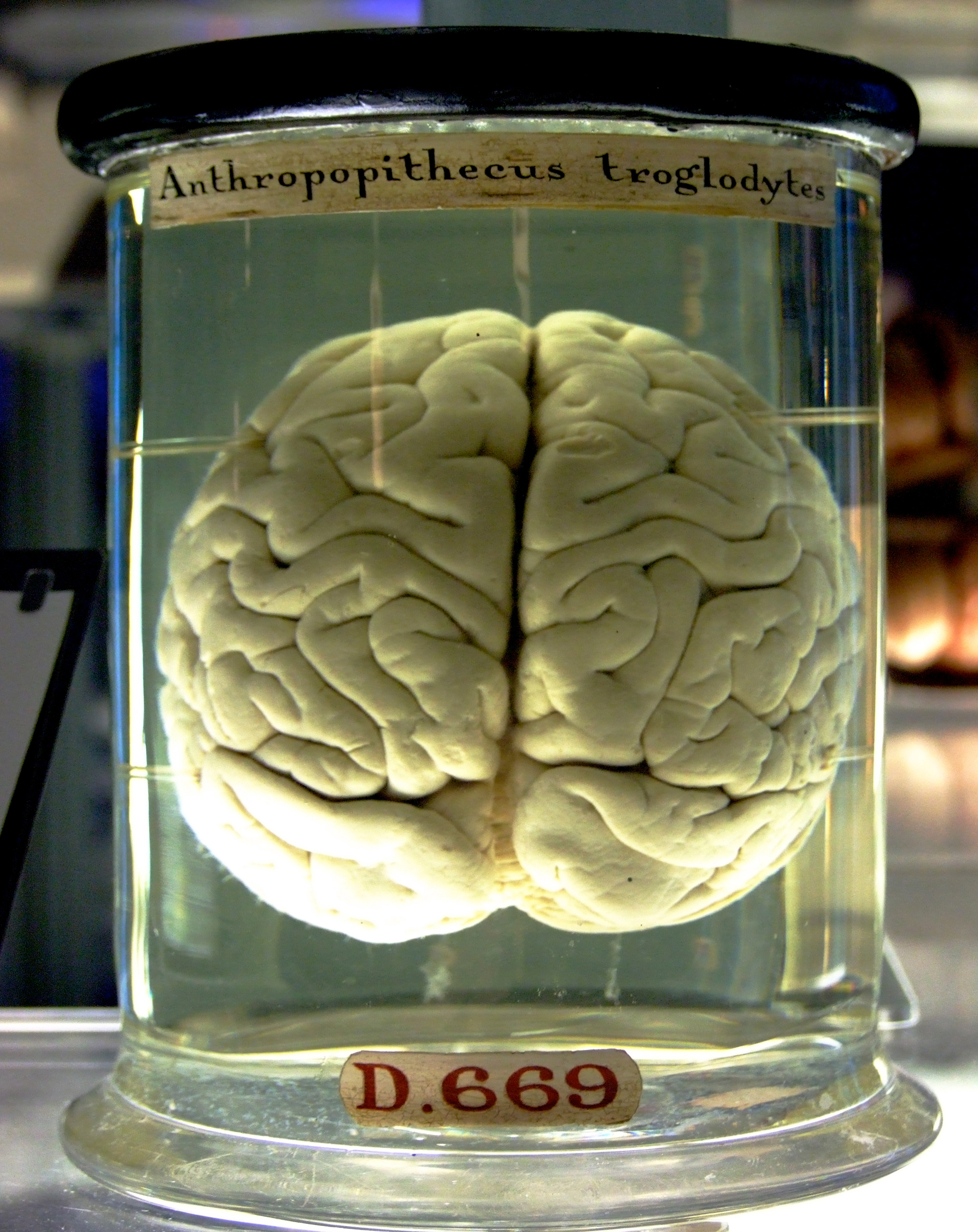

Na filosofia, o cérebro numa cuba é um elemento usado em uma variedade de experimentos mentais destinados a extrair determinadas características de nossas ideias de conhecimento, da realidade, da verdade, da mente e significado. Comum a muitas histórias de ficção científica, descreve-se um cenário no qual um cientista louco, uma máquina, ou outra entidade, poderia remover o cérebro de uma pessoa do seu corpo, deixá-lo suspenso em um recipiente, num  líquido que lhe dê suporte vital, e conectar seus neurônios por fios a um supercomputador que lhe forneçam impulsos elétricos idênticos aos que o cérebro normalmente recebe.
O cérebro numa cuba é uma versão contemporânea do argumento dado na versão budista da ilusão de Maya, na alegoria de Platão da Caverna, de Zhuangzi, (no Brasil, popularizada pelo cantor Raul Seixas) "Zhuangzi sonhou que era uma borboleta", e na versão do demônio, em Meditações, de René Descartes.
Os terminais nervosos do cérebro foram ligados a um supercomputador que faz com que a pessoa a quem o cérebro pertence (e está conectado) tenha a ilusão de que tudo está perfeitamente normal. Durante sua vida na cuba, para o cérebro parece haver pessoas, objetos, paredes, ruas, etc; mas realmente tudo o que a pessoa está experimentando é o resultado de impulsos eletrônicos deslocando-se do computador para os terminais nervosos do cérebro, da mesma forma apresentada no filme Matrix.
O supercomputador é programado para que se a pessoa tenta levantar a mão, a programação do computador fará com que ela "observe" e "sinta" a mão se levantando. Mais ainda, variando o programa, o cientista maluco pode fazer com que a vítima tenha "experiência" de qualquer situação ou ambiente que ele deseje ou creia.
Ele pode também apagar a memória com que o cérebro opera, de modo que à própria vítima lhe parecerá ter estado sempre neste ambiente. Pode mesmo parecer à vítima que ela está a ler este artigo na Wikipédia sobre a divertida mas completamente impossível suposição de que existe um cientista maluco que remove os cérebros das pessoas dos seus corpos e os coloca numa cuba de nutrientes que os mantém vivos.